# Genealogy

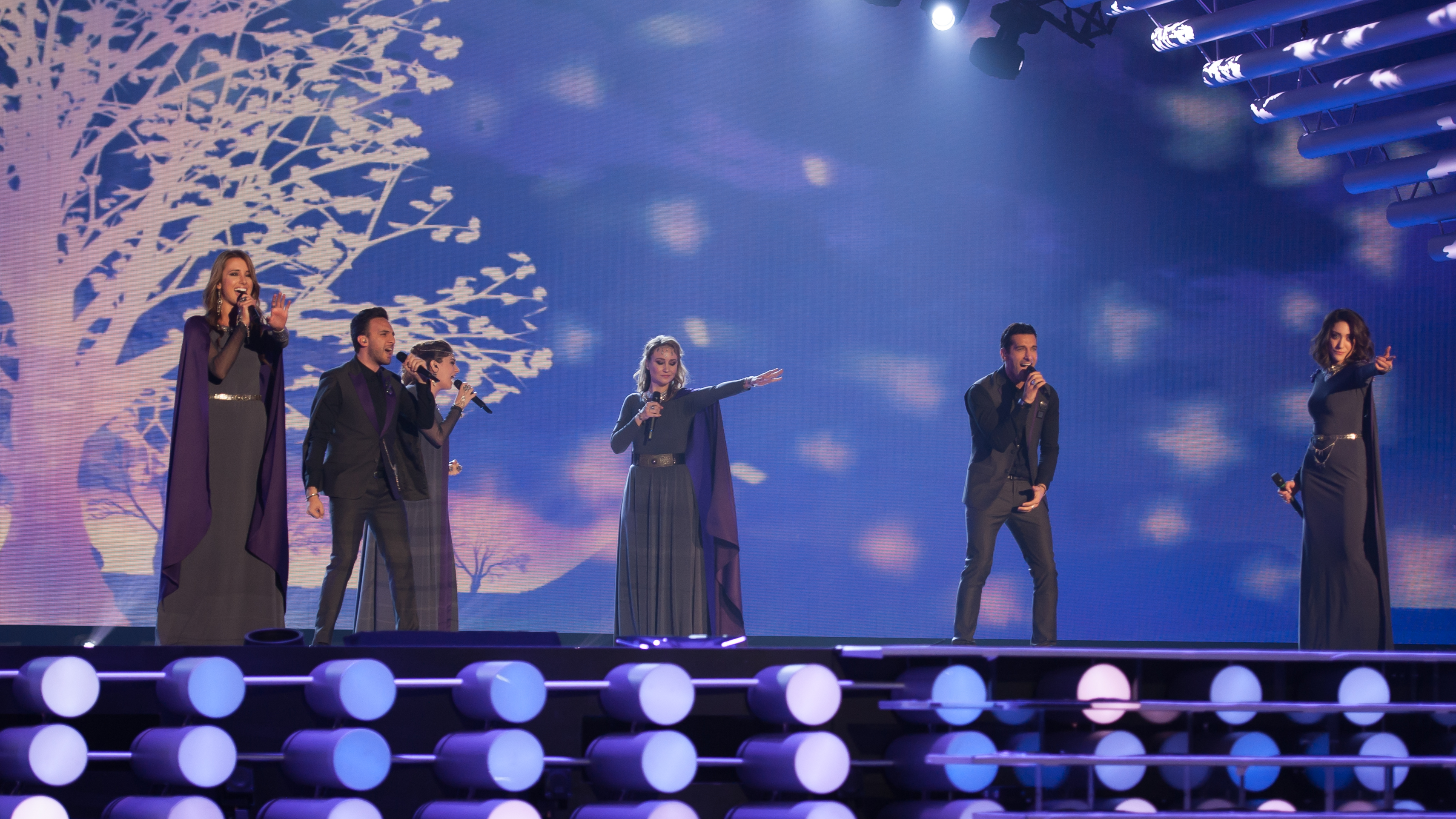
Genealogy (2015)

Genealogy (dt. Ahnenforschung, siehe Genealogie) ist ein multikulturelles Musik-Projekt, welches in Armenien im Rahmen des Eurovision Song Contest 2015 ins Leben gerufen wurde. Im 2. Halbfinale am 19. Mai konnten sie ins Finale einziehen, wo sie Platz 16 erreichten.
Um politische Botschaften zu vermeiden, wurde der ursprüngliche Titel des Songs Don't Deny, in Anlehnung an den Völkermord an den Armeniern vor einhundert Jahren, durch die Titelzeile Face The Shadow ersetzt.

## Idee der Gründung
Die Gruppe bezieht sich auf das Motto des Eurovision Song Contest 2015, welches Building Bridges (engl. für Brücken bauen) lautet. Die Idee ist es, fünf Interpreten aus fünf Kontinenten, Asien, Amerika, Afrika, Australien und Europa, die aber ethnische Hintergründe aus Armenien haben, sowie einen sechsten, in Armenien wohnhaften Interpreten zu einer Gruppe zusammenfinden zu lassen, da im 20. Jahrhundert viele Bürger Armeniens durch die ganze Welt zogen, und es somit viele Verbindungen zu Armenien gibt.

## Mitglieder
| Land               | Künstler                       | Geburtsdatum     | Bekanntgabe      |
| ------------------ | ------------------------------ | ---------------- | ---------------- |
| Äthiopien          | Vahe Tilbian                   | 2. Mai 1980      | 23. Februar 2015 |
| Vereinigte Staaten | Tamar Kaprelian                | 28. Oktober 1986 | 20. Februar 2015 |
| Japan              | Stephanie Topalian             | 5. August 1987   | 27. Februar 2015 |
| Frankreich         | Essaï Altounian                | 5. November 1980 | 16. Februar 2015 |
| Australien         | Mary-Jean O’Doherty Vasmatzian | 2. April 1982    | 3. März 2015     |
| Armenien           | Inga Arschakjan                | 18. März 1982    | 12. März 2015    |

## Diskografie
Singles
- 2015: Face the Shadow